# Xenochilicola haroldotoroi
Xenochilicola haroldotoroi är en biart som beskrevs av Genaro och Packer 2005. Xenochilicola haroldotoroi ingår i släktet Xenochilicola och familjen korttungebin. Inga underarter finns listade i Catalogue of Life.